# Février 1850

## Événements
- 11 février, France : création de la SACEM.

- 27 février : alliance des Quatre Rois. À l’initiative de l’Autriche, la Bavière, la Saxe, le Hanovre et le Wurtemberg se rapprochent, permettant à Vienne d’accroître son influence dans la Confédération germanique.